# G.Peddanahalli, Sidlaghatta
G.Peddanahalli là một làng thuộc tehsil Sidlaghatta, huyện Kolar, bang Karnataka, Ấn Độ.